# Mamá, soy Paquito
Mamá, soy Paquito es una película de comedia y drama mexicana de 1984, dirigida por Sergio Véjar y protagonizada por Adalberto Martínez "Resortes", Paquito Cuevas, Blanca Guerra, Susana Cabrera, Carmen Montejo y Elsa Cárdenas. Esta película está basada en el poema Paquito del poeta veracruzano Salvador Díaz Mirón.

## Sinopsis
Paquito (Paquito Cuevas) es un niño que vive con su madre en la pobreza del puerto de Acapulco. Llega a saber quien es su padre (un magnate millonario), pero este lo niega, poco después su madre enferma y muere y éste queda al cuidado del "Chambitas" (Adalberto Martínez "Resortes"), pero aparece su padre y reclama al niño. Solo que pasará algún tiempo para que Paquito lo perdone, ya que lo culpa de la muerte de su madre.

## Elenco
- Adalberto Martínez "Resortes" como Chambitas.
- Paquito Cuevas como Paquito.
- Blanca Guerra como Susana Gómez, madre de Paquito.
- Frank Moro como Enrique Falcón.
- Susana Cabrera como Chole.
- Carmen Montejo como Señora Falcón.
- Elsa Cárdenas como Rebeca Falcón.
- Rogelio Olguin
- Héctor Damy
- Carlos Roberto Damy
- Guillermo Hernández como Muelas, Policía
- Roberto Cabrera
- Dionisia Zúñiga
- Rolando Pimentel
- Mercedes Varel